# Campeonato Mundial de Biatlón de 2013

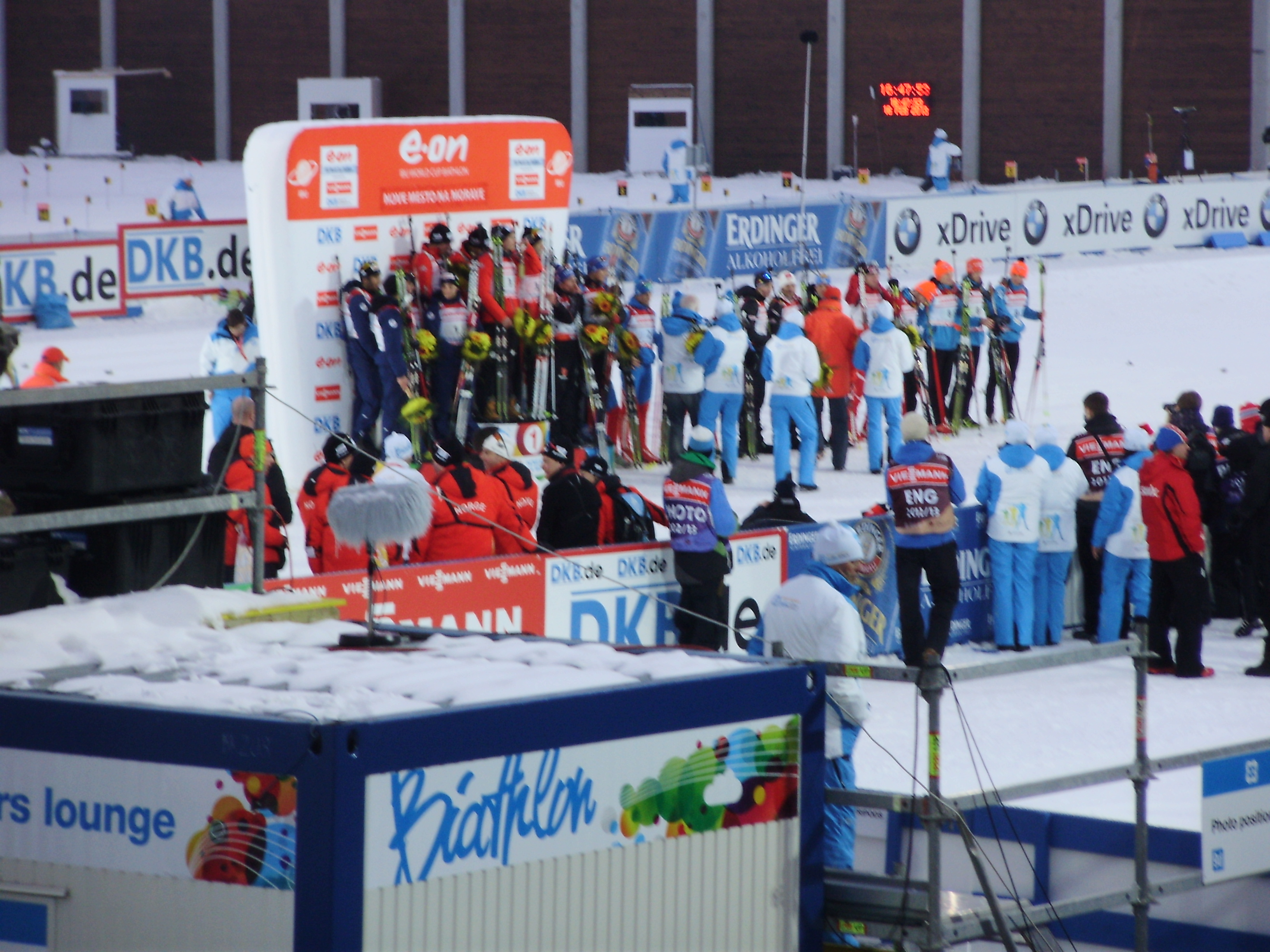
Mundial de Biatlón 2013 - relevos masculino.

El XLIX Campeonato Mundial de Biatlón se celebró en la localidad de Nové Město (República Checa) entre el 6 y el 17 de febrero de 2013 bajo la organización de la Unión Internacional de Biatlón (IBU) y la Federación Checa de Biatlón.

## Resultados

### Masculino
| Evento                        | Oro                                                                                               | Plata                                                                               | Bronce                                                                                 |
| ----------------------------- | ------------------------------------------------------------------------------------------------- | ----------------------------------------------------------------------------------- | -------------------------------------------------------------------------------------- |
| 10 km velocidad (09.02)       | Emil Hegle Svendsen · Noruega · 23:25,1                                                           | Martin Fourcade Francia 23:33,2                                                     | Jakov Fak Eslovenia 23:36,2                                                            |
| 20 km individual (14.02)      | Martin Fourcade Francia 49:43,0                                                                   | Tim Burke Estados Unidos 50:06,5                                                    | Fredrik Lindström · Suecia · 50:16,7                                                   |
| 12,5 km persecución (10.02)   | Emil Hegle Svendsen · Noruega · 32:35,5                                                           | Martin Fourcade Francia 32:35,6                                                     | Anton Shipulin · Rusia · 32:39,1                                                       |
| 15 km salida en grupo (17.02) | Tarjei Bø · Noruega · 36:15,8                                                                     | Anton Shipulin · Rusia · 36:19,5                                                    | Emil Hegle Svendsen · Noruega · 36:23,2                                                |
| Relevos 4 × 7,5 km (16.02)    | Noruega · Ole Einar Bjørndalen · Henrik L'Abée-Lund · Tarjei Bø · Emil Hegle Svendsen · 1:15:39,0 | Francia Simon Fourcade Jean-Guillaume Béatrix Alexis Bœuf Martin Fourcade 1:16:51,8 | Alemania · Simon Schempp · Andreas Birnbacher · Arnd Peiffer · Erik Lesser · 1:16:57,2 |

### Femenino
| Evento                          | Oro                                                                                       | Plata                                                                                              | Bronce                                                                                  |
| ------------------------------- | ----------------------------------------------------------------------------------------- | -------------------------------------------------------------------------------------------------- | --------------------------------------------------------------------------------------- |
| 7,5 km velocidad (09.02)        | Olena Pidhrushna · Ucrania · 21:02,1                                                      | Tora Berger · Noruega · 21:08,5                                                                    | Viktoriya Semerenko · Ucrania · 21:24,9                                                 |
| 15 km individual (13.02)        | Tora Berger · Noruega · 44:52,5                                                           | Andrea Henkel · Alemania · 45:45,2                                                                 | Valentyna Semerenko · Ucrania · 46:35,0                                                 |
| 10 km persecución (10.02)       | Tora Berger · Noruega · 28:48,4                                                           | Krystyna Pałka · Polonia · 29:06,9                                                                 | Olena Pidhrushna · Ucrania · 29:09,9                                                    |
| 12,5 km salida en grupo (17.02) | Daria Domracheva · Bielorrusia · 35:54,5                                                  | Tora Berger · Noruega · 36:03,2                                                                    | Monika Hojnisz · Polonia · 36:22,1                                                      |
| Relevos 4 × 6 km (15.02)        | Noruega · Hilde Fenne · Ann Kristin Flatland · Synnøve Solemdal · Tora Berger · 1:08:11,0 | Ucrania · Yuliya Dzhyma · Viktoriya Semerenko · Valentyna Semerenko · Olena Pidhrushna · 1:08:18,0 | Italia · Dorothea Wierer · Nicole Gontier · Michela Ponza · Karin Oberhofer · 1:08:22,6 |

### Mixto
| Evento                                | Oro                                                                                    | Plata                                                                               | Bronce                                                                                                 |
| ------------------------------------- | -------------------------------------------------------------------------------------- | ----------------------------------------------------------------------------------- | --- |
| Relevos 2 × 6 km + 2 × 7,5 km (07.02) | Noruega · Tora Berger · Synnøve Solemdal · Tarjei Bø · Emil Hegle Svendsen · 1:12:04,9 | Francia Marie-Laure Brunet Marie Dorin-Habert Alexis Bœuf Martin Fourcade 1:12:24,9 | República Checa · Veronika Vítková · Gabriela Soukalová · Jaroslav Soukup · Ondřej Moravec · 1:12:37,2 |

## Medallero
| Núm. | País            | Oro | Plata | Bronce | Total |
| ---- | --------------- | --- | ----- | ------ | ----- |
| 1    | Noruega         | 8   | 2     | 1      | 11    |
| 2    | Francia         | 1   | 4     | 0      | 5     |
| 3    | Ucrania         | 1   | 1     | 3      | 5     |
| 4    | Bielorrusia     | 1   | 0     | 0      | 2     |
| 5    | Alemania        | 0   | 1     | 1      | 2     |
| 5    | Polonia         | 0   | 1     | 1      | 2     |
| 5    | Rusia           | 0   | 1     | 1      | 2     |
| 8    | Estados Unidos  | 0   | 1     | 0      | 1     |
| 9    | Eslovenia       | 0   | 0     | 1      | 1     |
| 9    | Italia          | 0   | 0     | 1      | 1     |
| 9    | República Checa | 0   | 0     | 1      | 1     |
| 9    | Suecia          | 0   | 0     | 1      | 1     |
|      | TOTAL           | 11  | 11    | 11     | 33    |